# 나오시마섬

나오시마

나오시마섬(直島)은 일본 가가와현 가가와군 나오시마정에 속한 섬이다. 나오시마섬은 크고 작은 27개의 섬들로 구성된 나오시마 제도의 중심이 되는 섬이다.